# Coupe du Brésil de beach soccer
 (mai 2022).
La Coupe du Brésil de beach soccer, créée en 2011, est une compétition ouverte aux clubs brésiliens.

## Histoire
Lors de la première édition en 2011, 32 000 personnes viennent assister à la compétition dans le stade de Manaus. Botafogo fait plier les champions du monde en titre, Vasco da Gama, grâce à une solide victoire 8-3 et s'adjuge cette première Coupe du Brésil ouverte aux huit meilleurs clubs du pays. Corinthians obtient la 3e place au profit de Flamengo.

## Déroulement
Actuellement, 20 équipes se disputent la coupe par matches aller et retour à chaque tour de la compétition.
En cas d'égalité, à l'issue des 2 matchs, la règle des buts à l'extérieur est appliquée. S'il y a eu deux scores identiques, une séance de tirs au but est alors disputée. À noter qu'aucune finale ne s'est terminée de cette façon.

## Palmarès

### Par édition
| Année | Vainqueur     | 2e              | 3e          | 4e       |
| ----- | ------------- | --------------- | ----------- | -------- |
| 2011, | Botafogo      | Vasco da Gama   | Corinthians | Flamengo |
| 2012, | Vasco da Gama | Sampaio Correia | Flamengo    | Cruzeiro |
| 2013  |               |                 |             |          |

### Trophées individuels
| # | Édition | Meilleur joueur | Meilleur buteur     | Meilleur buteur | Meilleur gardien |
| # | Édition | Meilleur joueur | Nom                 | Nbr             | Meilleur gardien |
| - | ------- | --------------- | ------------------- | --------------- | ---------------- |
| 1 | 2011    | Juninho         | André               | 9 buts          | Leandro Fanta    |
| 2 | 2012,   | Mauricinho      | Mauricinho et Diego | 6 buts          | Cesinha          |
| 3 | 2013    |                 |                     |                 |                  |